# مسجد کوی سرسنگ
مسجد کوی سرسنگ مربوط به دوره قاجار است و در شهرستان کاشان، بخش مرکزی، خیابان غیاث الدین جمشید، کوچه قدمگاه علی، محله سرسنگ واقع شده و این اثر در تاریخ ۲ مرداد ۱۳۸۷ با شمارهٔ ثبت ۲۳۰۲۲ به‌عنوان یکی از آثار ملی ایران به ثبت رسیده است.